# Burchard de Volder
Burchard de Volder (Amsterdam, 26 luglio 1643 – 21 marzo 1709) è stato un fisico e matematico olandese.
Appartenne alla cerchia di amicizie di Baruch Spinoza e fu un corrispondente filosofico di Leibniz.

## Biografia
Burchard de Volder nacque in una famiglia mennonita di Amsterdam, figlio di Justus de Volder e Maria Liesveld. Frequentò la scuola latina e l'Athenaeum Illustre di Amsterdam, dove Arnoldus Senguardius e Alexander de Bie (1623-1690) lo introdussero alle basi della scienza filosofica. Dopo aver difeso il trattato Disputatio mathematica de profunditate maris il 12 ottobre 1658 e il 31 gennaio 1659 Disputatio de linea, quam globus per aërem describit, il 18 ottobre 1660 si laureò in filosofia presso l'Università di Utrecht sotto la supervisione di Johannes de Bruin.
Il 3 luglio 1664 si laureò in medicina all'Università di Leida, dopo essere stato allievo di Franciscus Sylvius. Le sue dissertazioni di laurea erano intitolate rispettivamente De Simplicitate Dei, Echo et Republica (nel 1660) e De Natura (trattato del 1664). Tornò poi ad Amsterdam come medico, studiò gli scritti di René Descartes ed entrò a far parte della cerchia di amicizie di Baruch Spinoza. Entrato nella Chiesa riformata dei rimostranti, fornì al suo interno supporto medico alle persone economicamente svantaggiate.
Nel 1670 divenne professore di filosofia e poi di fisica in quest'ultimo ateneo, dove cinque anni dopo ottenne la fondazione di un laboratorio di fisica. Dopo aver completato un viaggio in Inghilterra nel 1674, tenne anche lezioni di fisica sperimentale a partire dal 26 gennaio 1675. In quel fu anche coinvolto nelle indagini di Otto von Guericke sulla pressione dell'aria, a seguito delle quali inventò una nuova pompa ad aria che fu successivamente sviluppata da Wolferdus Senguardius e Willem Jacob's Gravesande. Dopo un altro viaggio a Parigi nel 1681, il 25 aprile 1682 ottenne la nomina a professore di matematica, in occasione della quale il 15 giugno dello stesso anno tenne il suo discorso introduttivo intitolato de conjungendi cum philosophices Mathesos studio e fu quindi messo a capo dell'Osservatorio di Leida.
Tenne inoltre una serie di conferenze sui Philosophiae Naturalis Principia Mathematica di Isaac Newton. In qualità di docente universitario a Leida, prese parte anche a ruoli di tipo organizzativo, divenendo rettore dell'alma mater nell'anno accademico 1697/98. Rassegnò quindi le dimissioni dal rettorato con il discorso de rationi viribus et usu in scientus. Il 6 ottobre 1705 fu licenziato dalla cattedra di matematica per motivi di salute, ma rimase legato all'Università di Leida. Morì celibe senza lasciare testamento.
Egli raccolse strumenti di misura di ogni tipo e fece molte dimostrazioni di fisica, in particolare quelle che illustravano le scoperte di Robert Boyle. Questo laboratorio era unico per l'epoca. De Volder acquisì notorietà per essere stato uno dei più importanti corrispondenti filosofici di Gottfried Leibniz. Nel 1689 pubblicò lo scritto de Cosmotheoros di Christiaan Huygens del quale nel 1703 curò le opere, acquisendo ulteriore notorietà nella comunità scientifica.
L'opera di De Volder attrasse molti studenti stranieri. Uno dei più illustri di essi fu Herman Boerhaave.

## Opere
- De Natura. Leida 1664.
- Oratio habita in funere Siberti Coeman, J.U.D. et Professores. Leida 1675.
- Dissertationes philosophicae de rerum Naturalium principiis ut et de Aëris gravitate. Leida 1681, (books.google.de).
- Oratio de conjungendo cum philosophia mathesos studio. Leida 1681.
- Dispotationes philosophicae omnes contra Atheos. Middelburg 1685.
- Exercitationes Academicae, quibus Renati Cartesu philosophia defendetur adversus Petri Daniëlis Huëtu censuram philosophiae Cartesianae. Amsterdam 1685.
- Dissertatio de brutorum operationibus. Leida 1689.
- Oratio habita in funere Cl. viri Lucae Schacht. Med. D. et Professor. Leida 1689.
- Oratio de rationalis viribus et usu in scientiis. Leiden 1698 (books.google.de).
- Dissertatio de carentia sensuum et cognitionis in brutis. Leida 1698.
- Oratio, quâ consentientibus Illustr. Acad. Curatoribus, urbisque Leidensis Conss. sese laboribus Academicis abdicavit. Habita a.d. XIX. Octobris anni 1705. Leida 1705.